# منتخب عمان لكرة القدم
منتخب عُمان لكرة القدم هو ممثل عُمان الرسمي في رياضة كرة القدم، و يشرف عليه الاتحاد العُماني لكرة القدم. تأسس الاتحاد العُماني لكرة القدم عام 1978م، وانضم إلى الاتحاد الدولي لكرة القدم عام 1979م، فاز المنتخب العُماني الأول ببطولتين لـكأس الخليج العربي في نسخته 19 التي استضافتها سلطنة عُمان والنسخة 23 التي استضافتها دولة الكويت.

## المنتخب الأول

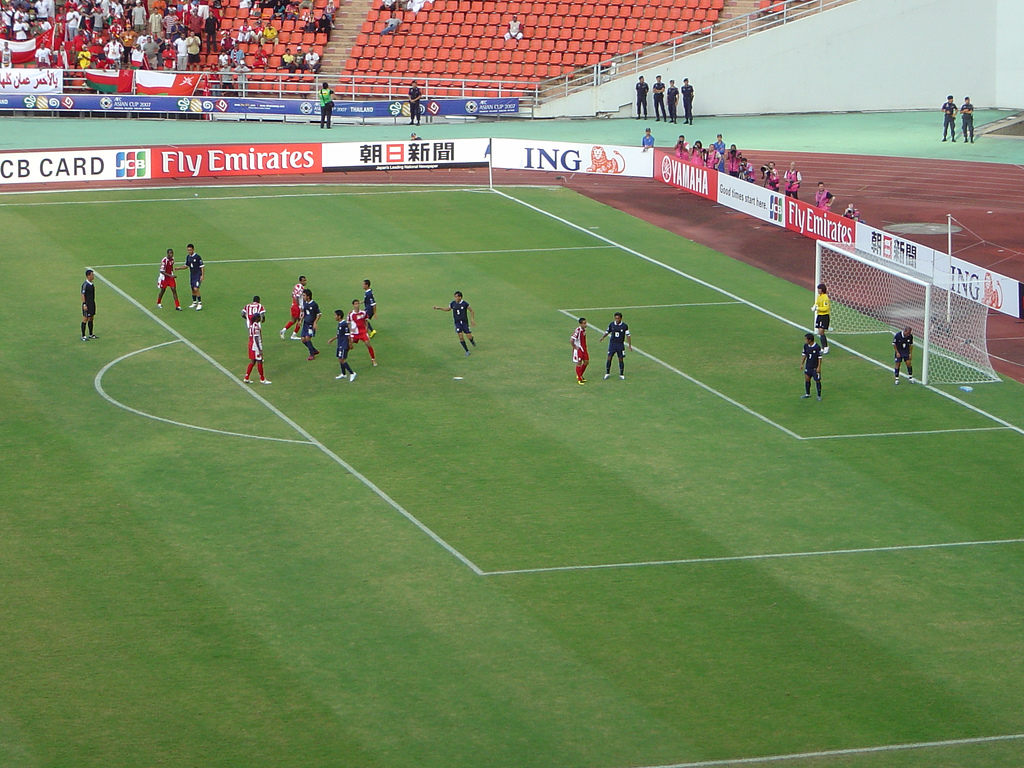
لعب المنتخب العُماني أمام المنتخب التايلندي في نهائيات كأس أمم آسيا 2007م.

أحرز المنتخب العُماني الأول كأس الخليج العربي في مناسبتين والوصيف في بطولتين لكأس الخليج ولم يحرز أي بطولة قارية أو عالمية سوى 4 بطولات ودية دولية: الأولى كانت في الدورة الدولية في قطر عام 1994م ،الثانية كانت في دورة البحرين الدولية عام ،الثالثة في بطولة عُمان الدولية عام 2008م و الرابعة كانت بطولة الوحدة اليمنية الودية عام 2010م، أصبح لمنتخب سلطنة عمان  مكانة لا يستهان بها  بحكم المستوى الذي قدمه، إذ خاض المنتخب العماني أول بطولتين وديتين الأولى خلال دورة قطر الدولية عام 1994م بعد فوزه على قطر 2-1 في مباراة نهائية أما الثانية فكانت في البحرين بعد فوزه على فنلندا بضربات الترجيح و بطولة عمان الدولية 2008 الذي ربحها بعد الفوز على منتخب الإكوادور 2-0 كما فاز بلقب بطولة الوحدة اليمنية 2010م بعد فوزه على بوركينا فاسو 2-0.

## بطولات أخرى
أحرز المنتخب الأول المركز الثالث في كأس إل جي في إيران عام 2001.

### البطولات الأسيوية
شارك المنتخب الأول في معظم البطولات الأسيوية وسجل حضوراً فنياً ببطولة كأس آسيا التي أقيمت عام 2004 بالصين وكان يمتلك كل المقومات الجديرة بالبطولة
تأسس الاتحاد العماني لكرة القدم عام 1978 وانضم إلى الاتحاد الأسيوي لكرة القدم عام 1979 وإلى الاتحاد الدولي لكرة القدم في 1980.

### المنتخب الأول
أبرز إنجازاته هو لقب بطل خليجي 19 في المسقط بعد أن فاز في المباراة النهائية على المنتخب السعودي ولقب بطل خليجي 23 في دولة الكويت بعد تغلبه بضربات الترجيح على حساب المنتخب الإماراتي وهناك إنجازات أخرى سنذكرها بالتفصيل كالتالي:

### المشوار الكروي لمنتخب سلطنة عمان
تعد أول مباراة رسمية بعد أن انضم الاتحاد العماني إلى الاتحاد الدولي هي مباراة عمان - قطر في دورة الخليج السادسة وخسر المنتخب العماني 3-0.
كما خاض المنتخب العماني أول بطولتين وديتين الأولى خلال دورة قطر الدولية عام 1994 بعد فوزه على قطر 2/1 في مباراة نهائية أما الثانية فكانت في البحرين بعد فوزه على فنلندا بضربات الترجيح.

### بطولات أخرى
وصل المنتخب الأول إلى المركز الثالث في كأس LG في إيران عام 2001.
أحرز بطولة قطر الدولية عام 1994 وأحرز بطولة البحرين الدولية في عام 2004 وأحرز لقب بطولة عمان الدولية عام 2009 بمشاركة الإكوادور والصين وعمان وإيران وأحرز بطولة اليمن الدولية عام 2010

### البطولات الآسيوية
شارك المنتخب الأول في معظم البطولات الأسيوية وسجل حضورا فنيا ببطولة كأس آسيا التي أقيمت عام 2004 بالصين وكان يمتلك كل المقومات الجديرة بالبطولة

### دورات الخليج
بعد أن غابت السلطنة عن النسختين الأولى والثانية، شاركت عمان في البطولة الثالثة في الكويت عام 1974.
في يناير من عام 1974 بدأ التجمع الأول لمنتخب عمان من اجل كأس الخليج، وكان في منطقة "بيت الفلج"، كان التجمع سريعا ولم يقصد منه تحقيق شيء من المكتسبات الرياضية المحددة، وكان الهدف اسمى بكثير من ذلك واستدعي يومها 24 لاعبا هم: بخيت الماس، سعود الحبشي، مطر عبد ربه، أحمد نصيب، محمد باحريش، جبل خميس، عبد القادر الذهب، ناصر علي، محمد بهوان، حديد العلوي، مسلم العلوي، نصيب بلال، مبارك خميس، جمال أحمد، طرماح محمد، سالم عبد الله، سويد خميس، صالح المعولي، عبد النبي عرب، عبد القادر خليفة، طالب علي، صالح خميس ويعقوب يوسف.
وشدوا الرحال إلى الكويت وتحت قيادة مدرب مصري هو ممدوح خفاجة خاض العمانيون تجربه جديده لم يعتادوا عليها، وبعد مباريات تجريبية مع نادي التضامن ومنتخب جامعة الكويت، دخلت عمان الاختبار الجدي ولعبت يومها 3 مباريات رسمية خسرتها جميعها الأولى امام البحرين باربعة اهداف، الثانية امام الكويت بخمسة اهداف والثالثة امام قطر بأربعة اهداف وعجزت عمان عن هز الشباك، ولكن الذكرى الجميلة تمثلت في ترحيب الاشقاء بالوافد الجديد، وقد يكون اختيار اللجنة المنظمة اللاعب العماني محمد مسلم ضمن الفريق المثالي من باب التشجيع ولترك بصمة تاريخية لسادس فريق ينظم للبطولة.

### أول فرحة
وبدأت أحلام العمانيين تنمو وتنمو، وفي الظهور الثاني لهم في الدوحة عام 1976، وتحت قيادة المدرب خفاجة، قدم الفريق عروضا متطورة فخسر امام البحرين بشق الأنفس وبهدف يتيم وانتزع تعادلا تاريخيا أمام الإمارات وخسر بقية مبارياته.
الفريق استطاع ان يتذوق طعم الفرحة ولو لدقائق معدودة فقد استطاع خلفان مبارك ان يسجل هدفا في مرمى السعودية، وتلاه حمد حارب في مرمى قطر، بينما سجل مسلم عبد الله هدفا حقق به الفريق أول نقطة له في تاريخ البطولة.
وبزر من الفريق عبد القادر خليفة، على ناصر، سويد خميس، مسلم العلوي وخلفان مبارك.
المدرب الاجنبي
في البطولة الخامسة التي نظمت عام 1979 خسر الفريق جميع مبارياته وجاءت عروضه متواضعة إلى حد ما وسجل أحمد صوبار هدف فريقه الوحيد في البطولة وكان في مرمى البحرين مقابل اهتزاز شباك الفريق 21 مرة، ولكنه قدم مباريات تنافسيه أمام قطر والبحرين،
أما امام الكويت فقد قدم منتخب عمان أفضل مبارياته على الإطلاق واضاع العديد من الفرص وخاصة من قبل خلفان مبارك ولكن يوسف سويد ضمن الفوز يومها للأزرق بهدفين. في تلك البطولة كان المدرب الاجنبي موجودا على رأس الجهاز الفني متمثلا في الإنجليزي جورج سميث، وهذا يعكس مدى حرص المسؤولين في السلطنة على الاهتمام باللعبة بالاستعانة بالخبرة الأجنبية.
في البطولة السادسة التي استضافتها الإمارات عام 1982 شهد الأداء العماني تطورا ملحوظا على الجانب التكتيكي، وبدأ العمانيون يكتشفون اسرارا جديدة في كرة القدم، ولعبوا مباراة كبيرة امام منتخب الكويت مرة أخرى، ولم يجد الأزرق سهولة كما توقع تجاوز منافسه، وكان من الواضح تميز لاعب عن غيره من التشكيلة العمانية يتمتع بمهارات فردية عالية يدعى غلام خميس والذي أصبح فعليا واحدا من نجوم البطولة
بعد ما يقارب 10 سنوات على المشاركة الأولى، أعلنت عمان استعدادها لاستضافة المهرجان الخليجي في خطوة جريئه تشكل قفزة نوعية في تاريخ الكرة العمانية، وشهد ستاد الشرطة يومها حفلا افتتاحيا مميزا عبر فيه العمانيون عن تاريخهم الحضاري العريق، وشرعوا في بناء تاريخ كروي جديد ورغم أن الفريق حقق نقطتتين من تعادلين أمام الإمارات والكويت إلا أن النتائج الباقية كانت قياسية، وطوت عمان في تلك البطولة زمان الأرقام الفلكية، فخسرت بصعوبة أمام العراق 1/2، وخطف خليل شويعر هدفا قاتلا في مباراه الافتتاح، وجاءت خسارتهم امام السعودية وقطر منطقية جدا، وبرز نجمان جديدان في تلك البطولة هما ناصر حمدان، صاحب الهدف الرائع في مرمى العراق ويونس امان والذي سجل هدفا في مرمى السعودية.
أما في الرياض التي شهدت البطولة التاسعة عام 1988 فقد تجاوزت الكرة العمانية عقده الخوف وقفز عاليا، بعد أن حققت أول انتصار لها في تاريخ البطولة وكان ذلك على حساب منتخب قطر بهدفين مقابل هدف واحد، ويومها سجل يونس امان وغلام خميس هدفين تاريخيين لتلك المباراة.
ولم تكن تلك المباراة هي الأكثر إشراقا في البطولة، بل برهن العمانيون انهم لا يخافون احدا وانتزعوا من المنتخب العراقي تعادلا بفضل ناصر حمدان الذي يبدو أنه يدك الشباك العراقية بالتخصص كما فعل في أبوظبي 82، واختير يومها الحارس العماني يوسف عبيد أفضل حارس مرمى في البطولة رغم وجود حراس مرمى مرموقين مثل عبد الله الدعيع، حمود سلطان وسمير سعيد.
وعاد العمانيون إلى الكويت مره أخرى عام 1990 وهذه المرة اختلفت الرؤية عن تلك التي شهدتها البطولة في الإطلالة الأولى عام 1974، فقد ترك العمانيون ذيل جدول الترتيب للمرة الأولى في تاريخهم الخليجي بل وكانوا أكثر شراسة فقد حققوا ثلاثة تعادلات متتالية وكان الفريق العماني البادئ بالتسجيل امام الكويت والإمارات وقطر بالإضافة إلى تعادله مع البحرين سلبا، وجاءت تلك النتائج في عهد المدرب جورج فيتوريو الذي بدأ يعرف كل يوظف اللاعبين توظيفا رائعا.
وكانت الكرة العمانية قبل ذلك بعامين اعلنت التحدي لدول المنطقة بعد أن فاز فنجا العماني بلقب بطولة مجلس التعاون للأندية أبطال الدوري موسم 88 / 89 بقيادة ثلة من اللاعبين المميزين على رأسهم الهداف هلال حميد.
وبدت التسعينيات وكأنها تشكل نقلة جديدة للكرة العمانية انطلاقا من خليجي 10 والسنوات التي تلتها، من خلال الاهتمام ببطولات الناشئين والشباب وتبنت السلطنة تنظيم بطولة الصداقة الدولية التي توجه فيها الدعوة للعديد من الفرق من مختلف المدارس الكروية.
اما خليجي 11 التي نظمت في الدوحة فقد تراجع مركز عمان إلى الوراء مره أخرى واهتزت شباكها 10 مرات ولم تكن العروض مقنعة رغم أن الهزائم لم تكن كبيره
وكان من ابرز نجوم تلك الفترة سيف الحبسي والطيب عبد النور.
وشهد عام 95 تأهل عمان للمرة الأولى لنهائيات كأس العالم للناشئين تحت 17 سنه والتي نظمت في الإكوادور وحقق فيها الفريق نتائج رائعة مكنته من التأهل للدور نصف النهائي واختير في تلك البطولة محمد عامر الكثيري كأفضل لاعب في البطولة، كما اختاره الاتحاد الآسيوي كأفضل ناشئ في آسيا للعام نفسه.
وعندما عادت البطولة مره أخرى إلى مسقط عام 1996 خرجت عمان بنقطتين فقط من تعادلين مع البحرين والإمارات، وخسر مبارياته الثلاث الأخرى واهتزت شباكه 7 مرات فقط في المباريات الست التي لعبتها وهو رقم كان يهز شباكه في مباراة واحدة فقط في السبعينيات!
وفي البطولة الماضية بالبحرين حققت عمان أفضل مركز لها عندما احتلت المركز الرابع وهو المركز نفسه الذي حققته عام 1990 ولكن يومها كان عدد الفرق 5 فقط أي ان ذلك يعد المركز قبل الأخير، اما بطوله خليجي 14 فقد قفزت عمان قليلا إلى الامام ولولا سوء الطالع لكانت على منصة التتويج.
في خليجي 15 تألق الفريق ونجح في ترك بصمته، حيث توج هاني الضابط هدافا للبطولة،
وحقق فوزا كبيرا وتاريخيا على الكويت 3-1 سجلها الضابط في واحدة من أجمل المباريات في تاريخ كأس الخليج.
وفي البطولة الأخيرة في الكويت جاء أداء المنتخب العماني متطورا واحتل المركز الرابع في البطولة برصيد 8 نقاط وقدم مباريات جيدة ونتائج متميزة منها الفوز على الإمارات 2/صفر
وبنفس النتيجة على قطر والتعادل مع صاحب الأرض في الافتتاح دون اهداف ومع اليمن 1/1.

### خليجي 17
استطاع مدربهم ماتشالا ان يطور في الأداء والجميع لاحظ الفارق في المستوى الفني للعمانيين في خليجي 17. حيث استطاعت في خليجي 17 بالعاصمة القطرية الدوحة أن تتأهل للمباراة النهائية ولكن المنتخب العماني خسر اللقب في خليجي 17 بركلات الترجيح فقط أمام المنتخب القطري في النهائي.

### خليجي18
استطاع المنتخب العماني خلال الدور الأول أن يحقق الفوز الأول له على المنتخب الإماراتي صاحب الأرض والجمهور وأمام أكثر من 60 ألف متفرج وبنتيجة 2/1 وهي نفس النتيجة التي فاز بها بعد ذلك على الكويت واليمن في المباراتين التاليتين.

### خليجي 19
أول انجاز يحققه المنتخب العماني في تاريخه الكروي هو لقب خليجي 19 على حساب المنتخب السعودي بركلات الجزاء الترجيحية 6-5.

## النتائج الأخيرة
فيما يلي قائمة بنتائج المباريات آخر 12 شهر، بالإضافة إلى أي مباريات مستقبلية تمت جدولتها.
2024
| كأس الخليج 31 ديسمبر 2024 | عمان | 1-2 | السعودية | Sulaibikhat Sports Club |
|                           |      |     |          |                         |

2025
| كأس الخليج 4 يناير 2025 | عمان | 1–2 | البحرين | استاد جابر الأحمد الدولي |
|                         |      |     |         |                          |

| ودية 13 مارس 2025 | عمان | 0-0 | السودان | مجمع السلطان قابوس الدولي |
|                   |      |     |         |                           |

| تصفيات كأس العالم 20 مارس 2025 | عمان | 1-1 | كوريا الجنوبية | ملعب غويانغ |
|                                |      |     |                |             |

| تصفيات كأس العالم 25 مارس 2025 | عمان | ضدّ | الكويت | استاد جابر الأحمد الدولي |
|                                |      |    |        |                          |

| تصفيات كأس العالم 5 يونيو 2025 | عمان | ضدّ | الأردن | {{{stadium}}} |
|                                |      |    |        |               |

| تصفيات كأس العالم 10 يونيو 2025 | عمان | ضدّ | فلسطين | {{{stadium}}} |
|                                 |      |    |        |               |

## منتخب الشباب
شارك منتخب الشباب في العديد من البطولات فقد أحرز المركز الثالث في كأس فلسطين للشباب والتي أقيمت في صنعاء، اليمن 2002
لعل أفضل إنجازات الكرة العمانية تمثلت في مشاركات منتخب الناشئين ففي عام 1994 حل المنتخب العماني للناشئين تحت 17 سنة بالمركز الثالث في بطولة آسيا للشباب لكرة القدم التي أقيمت بقطر وفي عام 1996 حقق المركز الأول بالبطولة التي أقيمت بتايلاند وكذلك عام 2000 في فيتنام فاز بالكأس الآسيوية للناشئين للمرة الثانية بتاريخه والإنجاز الدولي للكرة العمانية كان أيضا عبر منتخب الناشئين ففي عام 1995 حقق المركز الرابع ببطولة كأس العالم التي أقيمت بالإكوادور.

## المنتخب الأولمبي
بطولة الوصيف الودية بالمملكة العربية السعودية بعدما تأهل إلى المباراة النهائية على حساب المنتخب السعودي للشباب ليحسم فوزة في النهائي على نادي الربيع بضربات الترجيح.
التأهل لخوض المباراة الفاصلة في دورة الألعاب الأولمبية 2012
أحرز لقب بطولة الخليج للمنتخبات الأوليمبية 2011
تأهل المنتخب الأولمبي العماني مرتين للتصفيات النهائيه للدورات الأولمبيه أثينا 2004 ولندن 2012 وكان قريبا في الأخيره من التأهل لوصوله لمباراة فاصله مع السنغال مؤهله مباشرة للفائز بها للنهائيات لكن خسرها كما حقق المنتخب بطولة الخليج للمنتخبات الأولمبيه في 2011.

## ألقاب حصل عليها لاعبي المنتخبات الوطنية
- غلام خميس: أفضل لاعب في خليجي 7 بمسقط
- يوسف عبيد: أفضل حارس في خليجي 9 بالرياض
- عامر سالم: حصل على أفضل حارس في الخليج 1989
- هاني الضابط: حصل على هداف خليجي 15 بالرياض - سجل 5 أهداف - وهداف العالم عام 2001 م
- علي الحبسي: حصل على لقب أفضل حارس اربع مرات متتالية في دورات الخليج على التوالي خليجي 16، 17، 18، 19
- محمد عامر الكثيري: فاز بلقب أفضل لاعب في بطولة كأس العالم للناشئين عام 1995 م في الأكوادور وثاني هدافي العالم كما تمت دعوته للمشاركة في حفل سحب قرعة كاس العالم
- هاشم صالح: حصل على لقب ثاني هدافي كأس العالم للناشئين في مصر 1997 م
- فوزي بشير: أفضل لاعب آسيوي مارس 2001
- حسن ربيع: هداف خليجي 19 بمسقط سجل 4 أهداف
- عماد الحوسني: هداف خليجي 17 بالدوحة سجل 4 أهداف

منتخب عمان حقق أول ظهور قوي له في دورة الخليج 17 عندما احتل الوصافة في دولة قطر
وفي الدورة 18 لكأس الخليج حل وصيفا لمنتخب الإمارات
مشاركته الثانية في كأس آسيا سنة 2007
و فاز بكأس دورة الخليج في دورته الـ19 في مسقط وقد كانت المبارة النهائية بينه وبين المنتخب السعودي وقد تغلب المنتخب العماني على السعودي بضربة الترجيح الأخيرة عن طريق كابتن الفريق محمد ربيع وبها فاز بكاس الخليج لعام 2009 م.

## أبرز اللاعبين
- أحمد كانو
- عماد الحوسني
- علي الحبسي
- يونس أمان
- حسين الحضري
- سعيد فرج
- هاني الضابط
- بدر الميمني

## وصلات خارجية
- قائمة بيانات المنتخب من الموقع الرسمي للفيفا باللغة العربية

كورة المنتخب العماني